# José Antonio Aliaga
José Antonio Aliaga (Murcia, 1947– Murcia, 24 de octubre de 2018) fue un profesor y director de teatro español. Estuvo junto con César Oliva en la dirección del Teatro Universitario de Murcia y posteriormente en la creación del colectivo Teatro del Matadero.
José Antonio Aliaga Pechovierto era profesor de Lengua y Literatura en el instituto Alfonso X de Murcia cuando comenzó a colaborar con Oliva en el taller de teatro del TUM, llegando a compartir a partir de 1969 trabajos de dirección y montaje. Suyas fueron las realizaciones de Final de partida de Samuel Beckett (1969), El funeral de Luis Matilla (1970), Curriculum vitae de José Ruibal (1970), Lutero de John Osborne (1974), Por orden del señor alcalde, entremeses adaptados por Domingo Miras (1975), Títeres de cachiporra de Federico García Lorca (1976) y Pluto o la riqueza de Aristóteles, en versión de Manuel Pérez Casaux (1977).
A partir de octubre de 1978, y como continuación del TUM, puso en marcha el Teatro del Matadero (colectivo independiente) con una adaptación de Maquiavelo titulada La Mandrágora. Con el Matadero montó obras de muy diversa ideología, desde La taberna fantástica, de Alfonso Sastre (1999), Flor de Otoño, de José María Rodríguez Méndez (2000), o diversas piezas de García Lorca,   al teatro de derechas de Víctor Ruiz Iriarte, Ignacio Amestoy, Enrique Jardiel Poncela y Alfonso Paso. Asimismo, en la década de 1980 colaboró con el Ayuntamiento murciano coordinando la semana de teatro de calle de las Fiestas de Primavera. Tras cuarenta años como líder del Teatro del Matadero, Aliaga murió a los 73 años de edad.